# Fuerza de Defensa de Lesoto
La Fuerza de Defensa de Lesoto (LDF, Lesotho Defense Force, por su acrónimo en inglés) es la unidad militar del Reino de Lesoto. Conformada por alrededor de 2000 efectivos, cumple la función de mantener la seguridad interna, integridad territorial y defender la Constitución del país.  
Dado que el reino montañoso está completamente enclavado por Sudáfrica, en la práctica, la defensa externa del país está garantizada por su vecino más grande, por lo que las fuerzas armadas se utilizan principalmente para la seguridad interna. 

## Historia
La Fuerza de Defensa fue establecida en 1978. La misma participó en el golpe militar de 1986, los conflictos internos en 1994 y 1998 y los disturbios en 2007. Tras las elecciones generales de 1993, en agosto de 1994, el rey Letsie III disolvió el parlamento recién elegido en un golpe de Estado que fue apoyado por los militares.
El 30 de agosto de 2014, se produjo un supuesto "golpe militar" fallido, que obligó al entonces primer ministro Thomas Thabane a huir a Sudáfrica. En septiembre de 2017 se produjo otra breve crisis cuando el teniente general Khoantle Motsomotso fue asesinado por algunos oficiales subalternos, lo que provocó una intervención de la Comunidad de Desarrollo de África Austral(SADC).
En 2021, un contingente de la LDF fue enviado a Mozambique como parte de la "Misión de la Fuerza de Reserva en Mozambique" de la SADC (SAMIM) para apoyar al gobierno de ese país durante la insurgencia en Cabo Delgado.

## Rama terrestre
El Ejército de Lesoto comenzó sus operaciones en la década de 1960 como una fuerza de policía paramilitar, establecida como una rama separada del Servicio de Policía Montada de Lesoto. Fue reconocido como ejército en agosto de 1979 y ampliado en la década de 1980 como consecuencia de la insurgencia del Partido del Congreso de Basutolandia. Después del golpe militar de enero de 1986 que llevó al poder a Metsing Lekhanya, el ejército pasó a llamarse Real Fuerza de Defensa de Lesoto. En 1990, se estimó que tenía alrededor de 2.000 efectivos divididos en siete compañías, un pelotón de fuerzas especiales y una compañía de apoyo.

## Rama aérea
La rama aérea de la Fuerza de Defensa de Lesoto fue originalmente una rama de la unidad móvil de la policía paramilitar y comenzó a operar con dos transportes Short Skyvan, un Cessna A152 Aerobat arrendado; dos helicópteros MBB Bo 105 ; y un helicóptero Bell 47 G convertido a turboeje. 

### Aeronaves

Símbolo de la rama aérea de la Fuerza de Defensa

| Aeronave         | Origen         | Tipo                  | Flota         |
| Transporte       | Transporte     | Transporte            | Transporte    |
| ---------------- | -------------- | --------------------- | ------------- |
| CASA C-212       | España         | Transporte            | 2 en servicio |
| GippsAero GA8    | Australia      | Transporte / Utilidad | 1             |
| Helicópteros     |                |                       |               |
| Campana 412      | Estados Unidos | Utilidad              | 3             |
| Eurocopter AS350 | Francia        | Utilidad ligera       | 2             |

## Accidentes e incidentes
El 13 de abril de 2017, un Eurocopter EC135 T2 + se estrelló en la zona montañosa de Thaba Putsoa tras golpear líneas eléctricas, según las autoridades. El helicóptero transportaba a tres soldados y un funcionario del Ministerio de Hacienda que había estado realizando entrega de pensiones a los distritos periféricos. En el acto fallecieron dos de los soldados, mientras que los otros dos pasajeros murieron en el hospital a causa de las heridas causadas.

## Equipamiento

### Armas de infantería
- Fusil de asalto AK-47[12]
- Fusil de asalto AKM[12]